# Zohar Fraiman
Zohar Fraiman (geb. 15. Oktober 1987 in Jerusalem) ist eine israelische Künstlerin figurativer Malerei. Sie lebt in Berlin.

## Leben
Aufgewachsen in Israel begann Zohar Fraiman ihr Studium der Malerei 2003 an der School of the Museum of Fine Arts in Boston und war von 2005 bis 2009 in der Meisterklasse der privaten Jerusalem Studio School in Israel. Ab 2011 studierte sie an der Universität der Künste Berlin, wo sie von 2013 bis 2015 als Meisterschülerin bei Burkhard Held ihr Studium abschloss. Sie gehört dem Malerinnennetzwerk Berlin-Leipzig und dem internationalen Frauennetzwerk Saloon an.

## Werk
Zohar Fraiman malt figurativ in Öl. Die Kunst ihrer ersten Werkgruppen ist beeinflusst vom Judentum, wobei sie sich auf die weiblichen Aspekte der religiösen und sozialen Zeremonien konzentrierte. In anderen Gemälden verarbeitete sie Themen des jüdischen Volksglaubens, wie die Legende vom Dibbuk. Auf ihre Initiative entstand mit neun jüdischen, christlichen und muslimischen Künstlerinnen und Künstlern eine gemeinsame Ausstellung, die Stéphane Bauer kuratierte und 2012 in Berlin und Jerusalem gezeigt wurde. Das Thema waren künstlerische Positionen zu Religion, Tradition und Tabu. In ihren Werken setzten sich die Künstler mit den Ambivalenzen ihrer religiösen Gefühle auseinander.
In neueren Gemälden widmete sie sich dem Frauenbild in den digitalen Medien (Show me your Sheroes) und dem Einfluss von Social Media auf die Identitätsbildung (You-Phoria).

## Ausstellungen (Auswahl)
Beteiligungen
- 2012: Reise nach Jerusalem, mit Trudy Dahan, Nezaket Ekici, Pavel Feinstein, Rabi Georges, Stevie Hanley, Ervil Jovkovic, Yury Kharchenko, Iwajla Klinke, Benyamin Reich. Kunstraum Kreuzberg/Bethanien, Berlin
  - 2012/2013: Reise Nach Jerusalem – Tradition and Taboo, Jerusalem Artists House, Israel[6]
- 2016: Zohar Fraiman & Elena Kozlova – Open the Void, Galerie The Grass is greener in der Leipziger Baumwollspinnerei[7]
- 2016: Cornelia Lochmann & Zohar Fraiman, Museion (Bozen) Atelier-House[8]
- 2025: the artist is naked, Kunstpalais Erlangen[9]

Einzelausstellungen
- 2014: Devils and Brides – Malerei und Objekte aus der Serie „The Dybbuk“, Haus am Kleistpark, Berlin[10]
- 2021: Show me your Sheroes, Galerie Priska Pasquer, Köln[1]
- 2024: Viral Rival, Städtischen Galerie im Park, Viersen[11]
- 2025: You-Phoria, Kunstpalais Erlangen[12]

Gruppenausstellungen mit dem Malerinnennetzwerk Berlin-Leipzig
- 2018: Painting XXL, Galerie Leuenroth, Frankfurt
- 2018: Zündung, Turps Gallery, London[13]
- 2019: VOIX, Museum der bildenden Künste, Leipzig[14]

## Veröffentlichungen
- Stéphane Bauer, Zohar Fraiman (Hrsg.): Reise nach Jerusalem. Künstlerische Positionen zu Religion, Tradition und Tabu, Kerber Verlag, Berlin 2012, ISBN 978-3-86678-795-7 (deutsch, englisch)